# Bjældefugl
Bjældefugl (Manorina melanophrys) er en fugleart, der lever i det østlige Australien.